# Све саме варалице
„Све саме варалице” је југословенски ТВ филм из 1964. године. Режирао га је Томислав Дурбешић а сценарио је написао Ефраим Кишон.

## Улоге
| Глумац              | Улога |
| ------------------- | ----- |
| Ђурђа Ивезић        |       |
| Владимир Крстуловић |       |
| Иво Сердар          |       |
| Бранка Стрмац       |       |